# Liste des lieux patrimoniaux de Montréal
Cet article recense les lieux patrimoniaux de Montréal inscrit au répertoire des lieux patrimoniaux du Canada, qu'ils soient de niveau provincial, fédéral ou municipal.
Pour le reste de la région administrative de Montréal, voir Liste des lieux patrimoniaux de Montréal (région administrative).

## Liste des lieux patrimoniaux
- Haut – A
- B
- C
- D
- E
- F
- G
- H
- I
- J
- K
- L
- M
- N
- O
- P
- Q
- R
- S
- T
- U
- V
- W
- X
- Y
- Z

| [ 1 ] | Lieu patrimonial                                                    | Illustration                                                        | Adresse                                                                                | Coordonnées          | No    | Constr. | Prot.                 | Rec.                              | Notes  |
| ----- | ------------------------------------------------------------------- | ------------------------------------------------------------------- | -------------------------------------------------------------------------------------- | -------------------- | ----- | ------- | --------------------- | --------------------------------- | ------ |
| M     | 33-35, rue Alepin                                                   | 33-35, rue Alepin                                                   | 33-35, rue Alepin                                                                      | 45.43297 -73.59008   | 6605  |         | MH cité               | 12 février 1990                   |        |
| P     | Ancien collège du Mont-Saint-Louis                                  | Ancien collège du Mont-Saint-Louis                                  | 230-260, rue Sherbrooke Est                                                            | 45.51503 -73.56819   | 9340  |         | MH reconnu            | 17 mai 1979                       |        |
| F     | Ancien édifice de la douane de Montréal                             | Ancien édifice de la douane de Montréal                             | 150, rue Saint-Paul Ouest                                                              | 45.50333 -73.55458   | 7828  |         | LHN                   | 12 mars 1998                      |        |
| M     | Ancien hôtel de ville de LaSalle                                    | Ancien hôtel de ville de LaSalle                                    | 13, avenue Strathyre                                                                   | 45.42636 -73.65972   | 16295 |         | MH cité               | 12 février 1990                   |        |
| M     | Ancien village du Sault-au-Récollet                                 | Ancien village du Sault-au-Récollet                                 |                                                                                        | 45.57472 -73.65886   | 6696  |         | SP constitué          | 6 avril 1992                      |        |
| M     | Annexe de la maison De Lorimier-Bélanger                            | Annexe de la maison De Lorimier-Bélanger                            | 9601, boulevard LaSalle                                                                | 45.42261 -73.65469   | 4843  |         | MH cité               | 12 février 1990                   |        |
| F     | Appartements Marlborough                                            | Appartements Marlborough                                            | 570, rue Milton                                                                        | 45.50696 -73.57572   | 1158  |         | LHN                   | 16 novembre 1990                  |        |
| P     | Arrondissement historique de Montréal                               | Arrondissement historique de Montréal                               |                                                                                        | 45.50389 -73.55486   | 2117  |         | AH décrété AH décrété | 8 janvier 1964 26 avril 1995      |        |
| P     | Arrondissement historique et naturel du Mont-Royal                  | Arrondissement historique et naturel du Mont-Royal                  |                                                                                        | 45.50333 -73.603056  | 15283 |         | AH décrété AN décrété | 9 mars 2005                       |        |
| P     | Arrondissement naturel du Bois-de-Saraguay                          | Arrondissement naturel du Bois-de-Saraguay                          | boulevard Gouin Ouest                                                                  | 45.51469 -73.74264   | 13471 |         | AN décrété            | 6 novembre 1981                   |        |
| P     | Auberge Del Vecchio                                                 | Auberge Del Vecchio                                                 | 404, place Jacques-Cartier                                                             | 45.50747 -73.55269   | 9365  |         | MH classé             | 1er mai 1967                      | [ 3 ]  |
| F     | Atelier d'usinage                                                   | Atelier d'usinage                                                   | rue Mill                                                                               | 45.48998 -73.55158   | 4478  |         | ÉFP reconnu           | 21 janvier 1993                   | [ 4 ]  |
| F     | Banque de Montréal                                                  | Banque de Montréal                                                  | 1850, rue Notre-Dame Ouest                                                             | 45.48773 -73.56874   | 1200  |         | LHN                   | 16 novembre 1990                  |        |
| M     | Banque Toronto-Dominion                                             | Banque Toronto-Dominion                                             | 1401-1403, rue De Bleury                                                               | 45.50631 -73.56728   | 5780  |         | MH cité               | 26 novembre 1990                  |        |
| P     | Basilique de Saint-Patrick                                          | Basilique de Saint-Patrick                                          | 460, boulevard René-Lévesque Ouest                                                     | 45.50353 -73.56483   | 7037  |         | MH classé             | 10 décembre 1985                  | [ 5 ]  |
| F     | Basilique St. Patrick                                               | Basilique St. Patrick                                               | 454, boulevard René-Levesque Ouest                                                     | 45.50356 -73.56481   | 12104 |         | LHN                   | 23 février 1990                   | [ 6 ]  |
| F     | Bataille de Rivière-des-Prairies / combat de la coulée Grou         | Bataille de Rivière-des-Prairies / combat de la coulée Grou         | 13470, boulevard Gouin Est                                                             | 45.69891 -73.5038    | 14642 |         | LHN                   | 4 juin 1924                       |        |
| F     | Bâtiment 42                                                         | Bâtiment 42                                                         | Base des Forces canadiennes Montréal                                                   | 45.574121 -73.518797 | 11110 |         | ÉFP reconnu           | 10 mai 1996                       |        |
| F     | Berceau de Montréal                                                 | Berceau de Montréal                                                 | 214, place d'Youville                                                                  | 45.50341 -73.55398   | 16022 |         | LHN                   | 4 juin 1924                       | ,      |
| F     | Bibliothèque Atwater du Mechanics' Institute of Montreal            | Bibliothèque Atwater du Mechanics' Institute of Montreal            | 1200, rue Atwater                                                                      | 45.48866 -73.58428   | 7817  |         | LHN                   | 3 août 2005                       |        |
| P     | Bibliothèque Saint-Sulpice                                          | Bibliothèque Saint-Sulpice                                          | 1700, rue Saint-Denis                                                                  | 45.51508 -73.56436   | 8525  |         | MH classé             | 15 juillet 1988                   |        |
| F     | Canal de Lachine                                                    | Canal de Lachine                                                    | 711, boulevard Saint Joseph                                                            | 45.45833 -73.61167   | 13412 |         | LHN                   | 17 mai 1929                       |        |
| P     | Cathédrale Christ Church                                            | Cathédrale Christ Church                                            | Avenue Union                                                                           | 45.50378 -73.57022   | 5302  |         | MH classé             | 12 mai 1988                       | [ 8 ]  |
| F     | Cathédrale Christ Church                                            | Cathédrale Christ Church                                            | 1444, avenue Union                                                                     | 45.50367 -73.57001   | 7825  |         | LHN                   | 28 octobre 1999                   | [ 9 ]  |
| F     | Cathédrale Marie-Reine-du-Monde                                     | Cathédrale Marie-Reine-du-Monde                                     | 1085, rue de la Cathédrale                                                             | 45.49941 -73.56871   | 9908  |         | LHN                   | 28 mars 2000                      |        |
| P     | Chapelle de l'Invention-de-la-Sainte-Croix                          | Chapelle de l'Invention-de-la-Sainte-Croix                          | 1190, rue Guy                                                                          | 45.49356 -73.57686   | 9945  |         | MH classé             | 5 novembre 1974                   | ,      |
| P     | Château De Ramezay                                                  | Château De Ramezay                                                  | 280, rue Notre-Dame Est                                                                | 45.50875 -73.55325   | 7959  |         | MH classé             | 29 mars 1929                      | ,      |
| F     | Château De Ramezay / maison des Indes                               | Château De Ramezay / maison des Indes                               | 280, rue Notre-Dame Est                                                                | 45.49941 -73.56871   | 15825 |         | LHN                   | 30 mai 1949                       | ,      |
| P     | Château Dufresne                                                    | Château Dufresne                                                    | 4040, rue Sherbrooke Est                                                               | 45.55383 -73.55392   | 9773  |         | MH classé             | 20 décembre 1976                  |        |
| F     | Cimetière Mont-Royal                                                | Cimetière Mont-Royal                                                | 1927, chemin de la Forêt                                                               | 45.50912 -73.59801   | 14600 |         | LHN                   | 4 mai 1999                        |        |
| F     | Cimetière Notre-Dame-des-Neiges                                     | Cimetière Notre-Dame-des-Neiges                                     | 4601, chemin de la Côte-des-Neiges                                                     | 45.50182 -73.60652   | 15065 |         | LHN                   | 4 mai 1999                        |        |
| P     | Cinéma Corona                                                       | Cinéma Corona                                                       | 2490, rue Notre-Dame Ouest                                                             | 45.48303 -73.57522   | 9344  |         | MH reconnu            | 22 février 2001                   |        |
| P     | Cinéma Impérial                                                     | Cinéma Impérial                                                     | 1424-1432, rue De Bleury                                                               | 45.50639 -73.56756   | 13930 |         | MH reconnu            | 22 février 2001                   |        |
| M     | Cinéma Le Château                                                   | Cinéma Le Château                                                   | 6950, rue Saint-Denis                                                                  | 45.537 -73.61242     | 5863  |         | MH cité               | 13 août 1991                      | [ 14 ] |
| P     | Cinéma Le Château                                                   | Cinéma Le Château                                                   | 6950, rue Saint-Denis                                                                  | 45.537 -73.61242     | 9346  |         | MH classé             | 7 février 2002                    | [ 15 ] |
| M     | Cinéma Rialto                                                       | Cinéma Rialto                                                       | 5711-5723, avenue du Parc                                                              | 45.52344 -73.60494   | 5034  | 1923    | IP cité               | 1988                              | [ 16 ] |
| P     | Cinéma Rialto                                                       | Cinéma Rialto                                                       | 5711-5723, avenue du Parc                                                              | 45.52344 -73.60494   | 9881  | 1923    | IP classé             | 1990                              | [ 17 ] |
| P     | Clocher de l'Église-de-Saint-Jacques                                | Clocher de l'Église-de-Saint-Jacques                                | 1455, rue Saint-Denis                                                                  | 45.51422 -73.56114   | 11992 |         | MH classé             | 29 juin 1973                      | [ 10 ] |
| F     | Commerce de la fourrure à Lachine                                   | Commerce de la fourrure à Lachine                                   | 1255, boulevard Saint Joseph                                                           | 45.42778 -73.67611   | 12746 |         | LHN                   | 8 juin 1970                       |        |
| M     | Côte-Saint-Paul                                                     | Côte-Saint-Paul                                                     |                                                                                        | 45.46308 -73.58628   | 6938  |         | SP constitué          | 19 septembre 1990                 |        |
| M     | Couvent des Sœurs de Sainte-Anne                                    | Couvent des Sœurs de Sainte-Anne                                    | 16115, boulevard Gouin Ouest                                                           | 45.4795 -73.8725     | 4846  |         | MH cité               | 13 août 2001                      |        |
| M     | Croix de chemin de la montée Wilson                                 | Croix de chemin de la montée Wilson                                 | 1158, montée Wilson                                                                    | 45.4767 -73.9217     | 4541  | 1918    | MH cité               | 3 juillet 2001                    |        |
| M     | Croix de chemin du Bord-du-Lac                                      | Croix de chemin du Bord-du-Lac                                      | 1859, chemin du Bord-du-Lac                                                            | 45.50133 -73.91186   | 4540  | 1923    | MH cité               | 3 juillet 2001                    |        |
| M     | Croix de chemin en pierre du Haut-du-Sault                          | Croix de chemin en pierre du Haut-du-Sault                          | Boulevard Gouin Ouest                                                                  | 45.54458 -73.70036   | 7709  |         | MH cité               | 25 janvier 1988                   |        |
| P     | Domaine des Messieurs-de-Saint-Sulpice                              | Domaine des Messieurs-de-Saint-Sulpice                              | Rue Sherbrooke Ouest                                                                   | 45.49389 -73.58583   | 12423 |         | SH classé             | 26 mai 1982                       |        |
| M     | École du Village                                                    | École du Village                                                    | 350, montée de l'Église                                                                | 45.48717 -73.87989   | 5091  |         | MH cité               | 3 juillet 2001                    |        |
| M     | Édifice Blumenthal                                                  | Édifice Blumenthal                                                  | 305-307, rue Sainte-Catherine Ouest                                                    | 45.50661 -73.56667   | 6279  |         | MH cité               | 19 septembre 1990                 |        |
| P     | Édifice de la Canada Life                                           | Édifice de la Canada Life                                           | 275, rue Saint-Jacques                                                                 | 45.50292 -73.55953   | 9633  |         | MH classé             | 10 septembre 2002                 | [ 3 ]  |
| P     | Édifice de la Unity Building                                        | Édifice de la Unity Building                                        | 454, rue De La Gauchetière Ouest                                                       | 45.503 -73.56328     | 9024  |         | MH classé             | 11 février 1985                   | [ 18 ] |
| F     | Édifice des Douanes                                                 | Édifice des Douanes                                                 | 105, rue McGill                                                                        | 45.49976 -73.55515   | 10647 |         | ÉFP reconnu           | 14 septembre 1989                 |        |
| P     | Édifice du Club-Universitaire-de-Montréal                           | Édifice du Club-Universitaire-de-Montréal                           | 2047, rue Mansfield                                                                    | 45.50292 -73.57422   | 9347  |         | MH classé             | 29 septembre 1986                 | [ 19 ] |
| P     | Édifice du Mount Royal Club                                         | Édifice du Mount Royal Club                                         | 1175, rue Sherbrooke Ouest                                                             | 45.50292 -73.57422   | 11994 |         | MH reconnu MH classé  | 15 janvier 1974 15 janvier 1975   | [ 10 ] |
| P     | Édifice du Mount Stephen Club                                       | Édifice du Mount Stephen Club                                       | 1440, rue Drummond                                                                     | 45.50292 -73.57422   | 9100  | 1883    | IP classé             | 1975                              | ,      |
| F     | Édifice fédéral                                                     | Édifice fédéral                                                     | 715, rue Peel                                                                          | 45.49675 -73.5657    | 11200 |         | ÉFP reconnu           | 2 août 1984                       |        |
| P     | Édifice Joseph-Arthur-Godin                                         | Édifice Joseph-Arthur-Godin                                         | 2112, boulevard Saint-Laurent                                                          | 45.51236 -73.56942   | 9561  |         | MH classé             | 26 mars 1990                      |        |
| F     | Édifice Wilson Chambers                                             | Édifice Wilson Chambers                                             | 502-510, rue McGill                                                                    | 45.5009 -73.55974    | 13074 |         | LHN                   | 22 juin 1990                      |        |
| F     | Église anglicane St. George                                         | Église anglicane St. George                                         | 1101, rue Stanley                                                                      | 45.49771 -73.5694    | 12771 |         | LHN                   | 23 février 1990                   |        |
| F     | Église catholique Notre-Dame / basilique Notre-Dame                 | Église catholique Notre-Dame / basilique Notre-Dame                 | 110, rue Notre-Dame Ouest                                                              | 45.504486 -73.556264 | 13533 |         | LHN                   | 24 février 1989                   |        |
| P     | Église de la Mission-Catholique-Chinoise-du-Saint-Esprit            | Église de la Mission-Catholique-Chinoise-du-Saint-Esprit            | 205, rue De La Gauchetière Ouest                                                       | 45.50528 -73.56192   | 10162 |         | MH classé             | 16 mars 1977                      | [ 21 ] |
| M     | Église de Saint-Joseph                                              | Église de Saint-Joseph                                              | Rue Richmond Nord                                                                      | 45.48942 -73.56861   | 4845  |         | MH cité               | 18 juin 1991                      |        |
| M     | Église de Saint-Laurent                                             | Église de Saint-Laurent                                             | 809, avenue Sainte-Croix                                                               | 45.51394 -73.67386   | 5088  |         | MH cité               | 19 août 1986                      |        |
| M     | Église de Saint-Raphaël-Archange                                    | Église de Saint-Raphaël-Archange                                    | Rue Cherrier                                                                           | 45.48703 -73.87889   | 5071  |         | MH cité               | 3 juillet 2001                    |        |
| P     | Église du Gesù                                                      | Église du Gesù                                                      | Rue De Bleury                                                                          | 45.50594 -73.56622   | 12387 |         | MH reconnu            | 14 novembre 1975                  |        |
| P     | Église du Sault-au-Récollet                                         | Église du Sault-au-Récollet                                         | Boulevard Gouin Est                                                                    | 45.57053 -73.66153   | 5287  |         | MH classé             | 3 octobre 1974                    | ,      |
| F     | Église Erskine and American (temple de l'église unie)               | Église Erskine and American (temple de l'église unie)               | 1339, rue Sherbrooke Ouest                                                             | 45.499161 -73.579833 | 9309  |         | LHN                   | 13 juillet 1998                   |        |
| F     | Église Notre-Dame-de-la-Défense                                     | Église Notre-Dame-de-la-Défense                                     | 6800, avenue Henri-Julien                                                              | 45.53495 -73.611467  | 7409  |         | LHN                   | 30 novembre 2002                  |        |
| F     | Église orthodoxe antiochoise St. George                             | Église orthodoxe antiochoise St. George                             | 555, rue Jean-Talon Est                                                                | 45.53986 -73.61419   | 12813 |         | LHN                   | 19 novembre 1996                  |        |
| P     | Église Saint-James                                                  | Église Saint-James                                                  | 463, rue Sainte-Catherine Ouest                                                        | 45.50531 -73.56853   | 10187 |         | MH classé             | 15 février 1980                   | [ 24 ] |
| F     | Église unie St. James                                               | Église unie St. James                                               | 463, rue Sainte-Catherine Ouest                                                        | 45.50527 -73.56849   | 16149 |         | LHN                   | 19 novembre 1996                  | [ 25 ] |
| F     | Élévateur 5, annexe                                                 | Élévateur 5 B1                                                      | Vieux-Port de Montréal                                                                 | 45.49602 -73.55065   | 11291 |         | ÉFP reconnu           | 5 septembre 1996                  |        |
| F     | Élévateur 5 B1                                                      | Élévateur 5 B1                                                      | Vieux-Port de Montréal                                                                 | 45.49849 -73.55021   | 11070 |         | ÉFP reconnu           | 5 septembre 1996                  |        |
| F     | Élévateur 5 B                                                       | Élévateur 5 B                                                       | Vieux-Port de Montréal                                                                 | 45.49711 -73.55043   | 11292 |         | ÉFP reconnu           | 5 septembre 1996                  |        |
| P     | Entrepôt Buchanan                                                   | Entrepôt Buchanan                                                   | 777, rue de la Commune Ouest                                                           | 45.49561 -73.55317   | 9352  |         | MH classé             | 24 mai 1980                       |        |
| F     | Entrepôt de la Baie d'Hudson                                        | Entrepôt de la Baie d'Hudson                                        | 1251, boulevard Saint-Joseph                                                           | 45.4314 -73.67558    | 10462 |         | ÉFP reconnu           | 12 décembre 1996                  | [ 26 ] |
| F     | Entrepôt et bureau                                                  | Entrepôt et bureau                                                  | rue Mill                                                                               | 45.49019 -73.55126   | 11262 |         | ÉFP reconnu           | 21 janvier 1993                   | [ 4 ]  |
| P     | Entrepôt Pierre-Del Vecchio                                         | Entrepôt Pierre-Del Vecchio                                         | 183, rue Saint-Paul Est                                                                | 45.50739 -73.55278   | 13156 |         | MH classé             | 28 juin 1972                      | [ 3 ]  |
| P     | Façade de la Banque-du-Peuple                                       | Façade de la Banque-du-Peuple                                       | 53 à 57, rue Saint-Jacques                                                             | 45.5055 -73.55733    | 9037  |         | MH classé             | 7 novembre 1975                   | [ 3 ]  |
| P     | Façade de l'Édifice-Alexander-Cross                                 | Façade de l'Édifice-Alexander-Cross                                 | 43 à 51, rue Saint-Jacques                                                             | 45.50575 -73.55706   | 5281  |         | MH classé             | 26 janvier 1976                   | [ 3 ]  |
| P     | Façade de l'Édifice-de-la-Great Scottish Life Insurance             | Façade de l'Édifice-de-la-Great Scottish Life Insurance             | 701 à 711, côte de la Place-d'Armes 59, rue Saint-Jacques                              | 45.50536 -73.55744   | 8345  |         | MH classé             | 7 novembre 1975                   | [ 3 ]  |
| P     | Façade des Appartements-Bishop Court                                | Façade des Appartements-Bishop Court                                | 1463, rue Bishop                                                                       | 45.49744 -73.57764   | 8885  |         | MH classé             | 22 avril 1976                     | [ 27 ] |
| F     | Forum de Montréal                                                   | Forum de Montréal                                                   | Rue Atwater                                                                            | 45.49028 -73.58472   | 7464  |         | LHN                   | 1er juin 1997                     |        |
| F     | Gare Centrale du Canadien National                                  | Gare Centrale du Canadien National                                  | 895, rue De La Gauchetière Ouest                                                       | 45.50008 -73.56653   | 16142 |         | GFP                   | 1er octobre 1995                  |        |
| F     | Gare Windsor                                                        | Gare Windsor du Canadien Pacifique                                  | 1100, rue De La Gauchetière Ouest                                                      | 45.49746 -73.56866   | 4517  |         | GFP                   | 1er juin 1990                     | [ 28 ] |
| P     | Gare Windsor                                                        | Gare Windsor                                                        | 1100, avenue des Canadiens-de-Montréal                                                 | 45.49706 -73.56844   | 13481 |         | MH classé             | 12 février 2009                   | ,      |
| F     | Gare Windsor du Canadien Pacifique                                  | Gare Windsor du Canadien Pacifique                                  | 910, rue Peel                                                                          | 45.49746 -73.56866   | 4916  |         | LHN                   | 28 novembre 1975                  | [ 31 ] |
| P     | Habitat-67                                                          | Habitat-67                                                          | 2600, avenue Pierre-Dupuy                                                              | 45.49964 -73.54367   | 12446 |         | MH cité MH classé     | 17 septembre 2007 26 février 2009 |        |
| F     | Hochelaga                                                           | Hochelaga                                                           | rue Sherbrooke Ouest                                                                   | 45.50356 -73.57516   | 12017 |         | LHN                   | 30 janvier 1920                   |        |
| F     | Hôpital des Sœurs grises                                            | Hôpital des Sœurs grises                                            | 138, rue Saint-Pierre                                                                  | 45.50036 -73.554778  | 9651  |         | LHN                   | 23 novembre 1984                  |        |
| F     | Hôtel de ville de Montréal                                          | Hôtel de ville de Montréal                                          | 275, rue Notre-Dame Est                                                                | 45.50884 -73.55401   | 12925 |         | LHN                   | 11 juin 1973                      |        |
| F     | Jardin botanique de Montréal                                        | Jardin botanique de Montréal                                        | 4101, rue Sherbrooke Est                                                               | 45.55722 -73.55681   | 16402 |         | LHN                   | 11 avril 2008                     |        |
| P     | L'Îlot-Trafalgar-Gleneagles                                         | L'Îlot-Trafalgar-Gleneagles                                         | Chemin de la Cote-des-Neiges                                                           | 45.49542 -73.59508   | 11988 |         | SH reconnu            | 25 octobre 2002                   | [ 32 ] |
| F     | La «Main»                                                           | La «Main»                                                           | Boulevard Saint Laurent                                                                | 45.51016 -73.56443   | 1813  |         | LHN                   | 5 juin 1996                       |        |
| P     | Lieu de fondation de Montréal                                       | Lieu de fondation de Montréal                                       |                                                                                        | 45.5025 -73.55456    | 11982 |         | SA classé SH classé   | 4 mars 1999                       | ,      |
| F     | Louis-Joseph-Papineau                                               | Louis-Joseph-Papineau                                               | 440, rue Bonsecours                                                                    | 45.50994 -73.55219   | 11677 |         | LHN                   | 28 novembre 1968                  | ,      |
| P     | Maison à l'Enseigne-du-Patriote                                     | Maison à l'Enseigne-du-Patriote                                     | 165 à 169 rue Saint-Paul Est                                                           | 45.50722 -73.555281  | 7040  |         | MH classé             | 16 mars 1965                      | [ 3 ]  |
| P     | Maison Abner-Bagg                                                   | Maison Abner-Bagg                                                   | 166, rue King 682, rue William                                                         | 45.49897 -73.55672   | 10456 |         | MH reconnu            | 22 février 1984                   |        |
| P     | Maison Andegrave                                                    | Maison Andegrave                                                    | 5460, boulevard Gouin Est                                                              | 45.61558 -73.63503   | 5031  |         | MH classé             | 29 juillet 1970                   |        |
| P     | Maison Andreas-C.-F.-Finzel                                         | Maison Andreas-C.-F.-Finzel                                         | 2048-2052, rue Jeanne-Mance                                                            | 45.50847 -73.56953   | 13127 |         | MH classé             | 17 décembre 1975                  | [ 27 ] |
| M     | Maison Arthur-Dubuc                                                 | Maison Arthur-Dubuc                                                 | 434-438, rue Sherbrooke Est                                                            | 45.5175 -73.56672    | 4533  |         | MH cité               | 11 avril 1989                     |        |
| P     | Maison Beaudry                                                      | Maison Beaudry                                                      | 14678, rue Notre-Dame Est                                                              | 45.67683 -73.49172   | 6920  |         | MH classé             | 10 juillet 1979                   |        |
| M     | Maison Bleau                                                        | Maison Bleau                                                        | 13200, boulevard Gouin Est                                                             | 45.69811 -73.51111   | 14785 |         | MH cité               | 15 décembre 2008                  |        |
| M     | Maison Brignon-Dit-Lapierre                                         | Maison Brignon-Dit-Lapierre                                         | 4251, boulevard Gouin Est                                                              | 45.59944 -73.64331   | 14783 |         | MH cité               | 17 septembre 2007                 |        |
| P     | Maison Brossard-Gauvin                                              | Maison Brossard-Gauvin                                              | 433-435, rue Saint-Louis                                                               | 45.51122 -73.55358   | 8886  |         | MH reconnu            | 7 juillet 1983                    | [ 3 ]  |
| F     | Maison Cartier                                                      | Maison Cartier                                                      | 407-413, place Jacques-Cartier                                                         | 45.50333 -73.55458   | 19571 | 1813    | LHN                   | 1982                              | [ 3 ]  |
| P     | Maison Charles-G.-Greenshields                                      | Maison Charles-G.-Greenshields                                      | 1515, avenue du Docteur-Penfield                                                       | 45.49842 -73.58533   | 9035  |         | MH classé             | 30 septembre 1974                 | ,      |
| P     | Maison Charles-Sheppard (1)                                         | Maison Charles-Sheppard (1)                                         | 2074-2076, rue Jeanne-Mance                                                            | 45.50864 -73.57022   | 15321 |         | MH classé             | 14 mars 1977                      | [ 27 ] |
| P     | Maison Charles-Sheppard (2)                                         | Maison Charles-Sheppard (2)                                         | 2078, rue Jeanne-Mance                                                                 | 45.50867 -73.57042   | 15320 |         | MH classé             | 14 mars 1977                      | [ 27 ] |
| P     | Maison Charles-Sheppard (3)                                         | Maison Charles-Sheppard (3)                                         | 2080, rue Jeanne-Mance                                                                 | 45.50869 -73.57061   | 15319 |         | MH classé             | 17 décembre 1975                  | [ 27 ] |
| P     | Maison Charles-Sheppard (4)                                         | Maison Charles-Sheppard (4)                                         | 2082, rue Jeanne-Mance                                                                 | 45.50872 -73.57075   | 15322 |         | MH classé             | 14 mars 1977                      | [ 27 ] |
| P     | Maison Christin-Dit-Saint-Amour                                     | Maison Christin-Dit-Saint-Amour                                     | 12930, boulevard Gouin Est                                                             | 45.69617 -73.51744   | 15322 |         | MH classé IP classé   | 16 septembre 1974                 | [ 36 ] |
| P     | Maison D'Ailleboust-De Manthet                                      | Maison D'Ailleboust-De Manthet                                      | 15886, boulevard Gouin Ouest                                                           | 45.48092 -73.87006   | 8887  |         | MH reconnu            | 11 février 1975                   |        |
| P     | Maison Dagenais                                                     | Maison Dagenais                                                     | 5555, rue Jarry Est                                                                    | 45.58592 -73.58992   | 5293  |         | MH reconnu            | 16 janvier 1981                   |        |
| P     | Maison Daniel-Kneen                                                 | Maison Daniel-Kneen                                                 | 2090-2092, rue Jeanne-Mance                                                            | 45.50878 -73.57103   | 12895 |         | MH classé             | 17 décembre 1975                  | [ 27 ] |
| M     | Maison David-Lewis                                                  | Maison David-Lewis                                                  | 3424, rue Simpson                                                                      | 45.49769 -73.58239   | 5089  |         | MH cité               | 25 avril 1988                     |        |
| P     | Maison de La Minerve                                                | Maison de La Minerve                                                | 161-163, rue Saint-Paul Est                                                            | 45.50714 -73.55289   | 7031  |         | MH classé             | 8 janvier 1964                    | [ 3 ]  |
| M     | Maison De Lorimier-Bélanger                                         | Maison De Lorimier-Bélanger                                         | 9603, boulevard LaSalle                                                                | 45.42261 -73.65469   | 4844  |         | MH cité               | 12 février 1990                   |        |
| M     | Maison dite du Centenaire                                           | Maison dite du Centenaire                                           | 977, rue Cherrier                                                                      | 45.47397 -73.91275   | 4847  |         | MH cité               | 3 juillet 2001                    |        |
| P     | Maison du Pressoir                                                  | Maison du Pressoir                                                  | 10865, rue du Pressoir                                                                 | 45.57594 -73.6595    | 5279  |         | MH classé             | 10 janvier 1978                   | ,      |
| P     | Maison Elizabeth-Mittleberger-Platt                                 | Maison Elizabeth-Mittleberger-Platt                                 | 200-222, boulevard Saint-Laurent 3, rue de la Commune Ouest 6-12, rue Saint-Paul Ouest | 45.50528 -73.55364   | 9006  |         | MH classé             | 30 juillet 1968                   | [ 3 ]  |
| P     | Maison Ernest-Cormier                                               | Maison Ernest-Cormier                                               | 1418, avenue des Pins Ouest                                                            | 45.50039 -73.58494   | 6984  |         | MH classé             | 11 juin 1974                      | ,      |
| P     | Maison et entrepôt Edward-William-Gray                              | Maison et entrepôt Edward-William-Gray                              | 427-437, rue Saint-Vincent                                                             | 45.50736 -73.55381   | 10952 |         | MH classé             | 4 juin 1969                       | [ 3 ]  |
| F     | Maison George-Stephen / Mount Stephen Club                          | Maison George-Stephen / Mount Stephen Club                          | 1440, rue Drummond                                                                     | 45.49909 -73.57581   | 3429  |         | LHN                   | 14 octobre 1971                   | [ 37 ] |
| P     | Maison Gervais-Roy                                                  | Maison Gervais-Roy                                                  | 6255, rue Jarry Est                                                                    | 45.59278 -73.58378   | 9354  |         | MH reconnu            | 16 janvier 1981                   |        |
| M     | Maison Henriette-Moreau                                             | Maison Henriette-Moreau                                             | 4100, avenue De Lorimier                                                               | 45.53236 -73.55025   | 5090  |         | MH cité               | 2 février 1989                    |        |
| F     | Maison H.-Vincent-Meredith                                          | Résidence H. Vincent-Meredith                                       | 1110, avenue des Pins Ouest                                                            | 45.5042 -73.58186    | 7534  |         | LHN                   | 16 novembre 1990                  |        |
| P     | Maison Hubert-Paré                                                  | Maison Hubert-Paré                                                  | 273-277, rue Saint-Paul Est                                                            | 45.50814 -73.55236   | 8310  |         | MH classé             | 4 juin 1969                       | [ 3 ]  |
| M     | Maison Jacques-Richer-Dit-Louveteau                                 | Maison Jacques-Richer-Dit-Louveteau                                 | 163, chemin du Cap-Saint-Jacques                                                       | 45.45831 -73.92206   | 14762 |         | MH cité               | 16 juin 2008                      |        |
| P     | Maison James-Monk                                                   | Maison James-Monk                                                   | 4245, boulevard Décarie                                                                | 45.48186 -73.61708   | 13012 |         | MH classé             | 30 janvier 1976                   | ,      |
| P     | Maison James-Reid-Wilson                                            | Maison James-Reid-Wilson                                            | 1201, rue Sherbrooke Ouest                                                             | 45.50069 -73.578     | 9634  |         | MH reconnu            | 15 janvier 1974                   |        |
| P     | Maison Jane-Tate I                                                  | Maison Jane-Tate I                                                  | 416-422, rue de Bonsecours                                                             | 45.50978 -73.55197   | 9036  |         | MH classé             | 18 mars 1964                      | [ 3 ]  |
| P     | Maison Janvier-Arthur-Vaillancourt (1)                              | Maison Janvier-Arthur-Vaillancourt (1)                              | 2054-2056, rue Jeanne-Mance                                                            | 45.5085 -73.56969    | 13456 |         | MH classé             | 17 décembre 1975                  | [ 27 ] |
| P     | Maison Janvier-Arthur-Vaillancourt (2)                              | Maison Janvier-Arthur-Vaillancourt (2)                              | 2058-2064, rue Jeanne-Mance                                                            | 45.50856 -73.56981   | 13470 |         | MH classé             | 14 mars 1977                      | [ 27 ] |
| P     | Maison Janvier-Arthur-Vaillancourt (3)                              | Maison Janvier-Arthur-Vaillancourt (3)                              | 2066-2068, rue Jeanne-Mance                                                            | 45.50861 -73.56944   | 13457 |         | MH classé             | 17 décembre 1975                  | [ 27 ] |
| P     | Maison John-Date                                                    | Maison John-Date                                                    | 2020-2026, rue Jeanne-Mance                                                            | 45.50833 -73.56875   | 9353  |         | MH classé             | 17 décembre 1975                  | [ 27 ] |
| P     | Maison John-L.-Jensen                                               | Maison John-L.-Jensen                                               | 2028-2030, rue Jeanne-Mance                                                            | 45.50836 -73.56886   | 13452 |         | MH classé             | 17 décembre 1975                  | [ 27 ] |
| P     | Maison John-T.-Hagger                                               | Maison John-T.-Hagger                                               | 2044-2046, rue Jeanne-Mance                                                            | 45.50844 -73.56939   | 13454 |         | MH classé             | 17 décembre 1975                  | [ 27 ] |
| P     | Maison John-Wilson-McConnell                                        | Maison John-Wilson-McConnell                                        | 1475, avenue des Pins Ouest                                                            | 45.49911 -73.58647   | 5046  |         | MH classé             | 21 novembre 2002                  | [ 39 ] |
| P     | Maison Joseph-Aldéric-Raymond                                       | Maison Joseph-Aldéric-Raymond                                       | 1507, avenue du Docteur-Penfield                                                       | 45.49842 -73.58472   | 5030  |         | MH classé             | 29 janvier 1975                   | [ 32 ] |
| P     | Maison Joseph-Charlebois                                            | Maison Joseph-Charlebois                                            | 134, chemin du Cap-Saint-Jacques                                                       | 45.46397 -73.92058   | 8313  |         | MH classé             | 28 août 1974                      | [ 10 ] |
| M     | Maison Joseph-Théoret                                               | Maison Joseph-Théoret                                               | 163, chemin du Cap-Saint-Jacques                                                       | 45.48861 -73.87006   | 6428  |         | MH cité               | 3 juillet 2001                    |        |
| M     | Maison L'Archevêque                                                 | Maison L'Archevêque                                                 | 1643-1647, rue de la Visitation                                                        | 45.52047 -73.55792   | 4543  |         | MH cité               | 11 avril 1989                     |        |
| F     | Maison LeBer-LeMoyne                                                | Maison LeBer-LeMoyne                                                | 110, chemin de LaSalle                                                                 | 45.43008 -73.66634   | 12628 |         | LHN                   | 1er novembre 2002                 | [ 40 ] |
| M     | Maison Longpré                                                      | Maison Longpré                                                      | 6450-6452, 38e Avenue                                                                  | 45.57017 -73.57128   | 4542  |         | MH cité               | 17 septembre 1990                 |        |
| P     | Maison Lord-Atholstan                                               | Maison Lord-Atholstan                                               | 1172, rue Sherbrooke Ouest                                                             | 45.50089 -73.57756   | 9644  |         | MH reconnu            | 15 janvier 1974                   |        |
| P     | Maison Louis-Fréchette                                              | Maison Louis-Fréchette                                              | 306, rue Sherbrooke Est                                                                | 45.51611 -73.56794   | 10660 |         | MH reconnu            | 20 octobre 1976                   |        |
| P     | Maison Louis-Joseph-Forget                                          | Maison Louis-Joseph-Forget                                          | 1195, rue Sherbrooke Ouest                                                             | 45.50083 -73.57806   | 10186 |         | MH reconnu            | 15 janvier 1974                   |        |
| M     | Maison Louis-Hippolyte-La Fontaine                                  | Maison Louis-Hippolyte-La Fontaine                                  | 1395-1401, avenue Overdale                                                             | 45.49497 -73.57236   | 4531  |         | MH cité               | 25 janvier 1988                   |        |
| P     | Maison Mackenzie-Brydges                                            | Maison Mackenzie-Brydges                                            | 81, rue Sherbrooke Ouest                                                               | 45.51147 -73.57028   | 9005  |         | MH classé             | 14 juillet 1980                   |        |
| P     | Maison Marguerite-Hay                                               | Maison Marguerite-Hay                                               | 511-513, rue Montcalm                                                                  | 45.51558 -73.55003   | 6915  |         | MH classé             | 24 octobre 1973                   | [ 10 ] |
| P     | Maison Marie-Pierre-Viger                                           | Maison Marie-Pierre-Viger                                           | 160-162, rue Saint-Amable                                                              | 45.50725 -73.553     | 9963  |         | MH classé             | 19 mai 1967                       | [ 3 ]  |
| M     | Maison Mary-Dorothy-Molson                                          | Maison Mary-Dorothy-Molson                                          | 9095, boulevard Gouin Ouest                                                            | 45.518696 -73.744102 | 14835 |         | MH cité               | 23 février 2009                   |        |
| P     | Maison mère de la Congrégation-de-Notre-Dame                        | Maison mère de la Congrégation-de-Notre-Dame                        | 3040, rue Sherbrooke Ouest                                                             | 45.48947 -73.58758   | 7153  |         | SH classé             | 19 août 1977                      |        |
| P     | Maison mère des Sœurs-Grises-de-Montréal                            | Maison mère des Sœurs-Grises-de-Montréal                            | Boulevard René-Lévesque Ouest                                                          | 45.49356 -73.57686   | 10228 | 1869    | IP classé             | 1976                              | [ 41 ] |
| F     | Maison mère des Sœurs-Grises-de-Montréal                            | Maison mère des Sœurs-Grises-de-Montréal                            | 1190, rue Guy                                                                          | 45.49356 -73.57686   | 18952 | 1871    | LHN                   | 2011                              | [ 42 ] |
| P     | Maison Montpellier-Dit-Beaulieu                                     | Maison Montpellier-Dit-Beaulieu                                     | 174, rue Beaulieu                                                                      | 45.47269 -73.87742   | 12367 |         | MH reconnu            | 29 janvier 1975                   |        |
| P     | Maison Nivard-De Saint-Dizier                                       | Maison Nivard-De Saint-Dizier                                       | 7244, boulevard LaSalle                                                                | 45.43719 -73.58294   | 6930  |         | MH reconnu            | 13 février 1976                   |        |
| P     | Maison Papineau                                                     | Maison Papineau                                                     | 440, rue de Bonsecours                                                                 | 45.50994 -73.55228   | 6878  |         | MH classé             | 22 décembre 1965                  | ,      |
| F     | Maison Papineau                                                     | Maison Papineau                                                     | 440, rue Bonsecours                                                                    | 45.50994 -73.55219   | 7521  |         | ÉFP classé            | 30 mars 1995                      | ,      |
| M     | Maison Penniston                                                    | Maison Penniston                                                    | 7525, boulevard LaSalle                                                                | 45.43378 -73.588     | 4535  |         | MH cité               | 12 février 1990                   |        |
| P     | Maison Perrine-Charles-Cherrier                                     | Maison Perrine-Charles-Cherrier                                     | 410, place Jacques-Cartier 188, rue Saint-Amable                                       | 45.50747 -73.55283   | 9359  |         | MH classé             | 14 juillet 1966                   | [ 3 ]  |
| M     | Maison Persillier-Dit-Lachapelle                                    | Maison Persillier-Dit-Lachapelle                                    | 2084-2086, boulevard Gouin Est                                                         | 45.57444 -73.659     | 6251  |         | MH cité               | 29 octobre 1987                   | [ 23 ] |
| P     | Maison Saint-Gabriel                                                | Maison Saint-Gabriel                                                | 2146, place de Dublin                                                                  | 45.47628 -73.556     | 5288  |         | MH classé             | 19 octobre 1965                   | ,      |
| F     | Maison Saint-Gabriel                                                | Maison Saint-Gabriel                                                | 2146, place Dublin                                                                     | 45.47594 -73.55599   | 12094 |         | LHN                   | 1er décembre 2005                 | [ 46 ] |
| P     | Maison Saint-Joseph-du-Sault-au-Récollet                            | Maison Saint-Joseph-du-Sault-au-Récollet                            | 1700, boulevard Henri-Bourassa Est                                                     | 45.56922 -73.65825   | 9364  |         | MH classé             | 26 juin 1979                      | [ 23 ] |
| M     | Maison Samuel-Burland                                               | Maison Samuel-Burland                                               | 3567, rue Saint-Urbain                                                                 | 45.51258 -73.57294   | 4536  |         | MH cité               | 14 août 1990                      |        |
| P     | Maison Shaughnessy                                                  | Maison Shaughnessy                                                  | 1923, boulevard René-Lévesque Ouest                                                    | 45.4908 -73.5781     | 9562  |         | MH classé             | 6 février 1974                    | ,      |
| P     | Maison Simon-Lacombe                                                | Maison Simon-Lacombe                                                | 5085, avenue Decelles                                                                  | 45.49687 -73.61714   | 6869  |         | MH classé             | 12 août 1957                      | [ 32 ] |
| F     | Maison Sir George-Étienne Cartier                                   | Maison Sir George-Étienne Cartier                                   | 462, rue Notre-Dame Est                                                                | 45.51114 -73.55162   | 13177 |         | ÉFP reconnu           | 27 janvier 2006                   | [ 27 ] |
| M     | Maison Thomas-Brunet                                                | Maison Thomas-Brunet                                                | 187, chemin du Cap-Saint-Jacques                                                       | 45.47128 -73.93708   | 14836 |         | MH cité               | 16 juin 2008                      |        |
| P     | Maison Thomas-Fraser                                                | Maison Thomas-Fraser                                                | 2038-2042, rue Jeanne-Mance                                                            | 45.50842 -73.56917   | 13455 |         | MH classé             | 17 décembre 1975                  | [ 27 ] |
| M     | Maison Toussaint-Théoret                                            | Maison Toussaint-Théoret                                            | 1883, chemin du Bord-du-Lac                                                            | 45.50269 -73.91072   | 4848  |         | MH cité               | 3 juillet 2001                    |        |
| M     | Maison Urgel-Charbonneau                                            | Maison Urgel-Charbonneau                                            | 11931, rue Notre-Dame Est                                                              | 45.63878 -73.49139   | 4532  |         | MH cité               | 25 avril 1988                     |        |
| F     | Maison Van-Horne / Shaughnessy                                      | Maison Van-Horne / Shaughnessy                                      | 1923, boulevard René-Lévesque Ouest                                                    | 45.49092 -73.57847   | 18725 |         | LHN                   | 15 novembre 1973                  | [ 48 ] |
| P     | Maison Victoria-J.-Prentice                                         | Maison Victoria-J.-Prentice                                         | 2086-2088, rue Jeanne-Mance                                                            | 45.50875 -73.57089   | 13345 |         | MH classé             | 17 décembre 1975                  | [ 27 ] |
| P     | Maison Walter-Marriage                                              | Maison Walter-Marriage                                              | 2070-2072, rue Jeanne-Mance                                                            | 45.50861 -73.57006   | 13298 |         | MH classé             | 14 mars 1977                      | [ 27 ] |
| P     | Maison William-Cairns                                               | Maison William-Cairns                                               | 2032-2034, rue Jeanne-Mance                                                            | 45.50839 -73.569     | 13262 |         | MH classé             | 17 décembre 1975                  | [ 27 ] |
| P     | Maison William-Dow                                                  | Maison William-Dow                                                  | 1175-1181, place du Frère-André                                                        | 45.50353 -73.56689   | 9360  |         | MH classé             | 6 novembre 1975                   | [ 21 ] |
| P     | Maison William-Notman                                               | Maison William-Notman                                               | 51, rue Sherbrooke Ouest                                                               | 45.51189 -73.57006   | 10595 |         | MH classé             | 8 décembre 1979                   | [ 49 ] |
| M     | Maisons Emmanuel-Saint-Louis                                        | Maisons Emmanuel-Saint-Louis                                        | 4105-4127, rue Saint-Denis                                                             | 45.52139 -73.57678   | 5070  |         | MH cité               | 2 février 1989                    |        |
| M     | Maisons en rangée William D.-Stroud                                 | Maisons en rangée William D.-Stroud                                 | 1419-1441, rue Pierce                                                                  | 45.49475 -73.57917   | 4842  |         | MH cité               | 25 avril 1988                     |        |
| M     | Maisons Louis-et-Joseph-Richard                                     | Maisons Louis-et-Joseph-Richard                                     | 4351-4363, rue Saint-Ambroise 80-86, rue Sainte-Marguerite                             | 45.47375 -73.58269   | 6303  |         | MH cité               | 29 octobre 1987                   |        |
| F     | Manège militaire                                                    | Manège militaire                                                    | 4185, chemin de la Côte-des-Neiges                                                     | 45.49592 -73.60263   | 11266 |         | ÉFP reconnu           | 18 décembre 1991                  |        |
| F     | Manège militaire                                                    | Manège militaire                                                    | 2067, rue De Bleury                                                                    | 45.50788 -73.56989   | 11096 |         | ÉFP reconnu           | 25 août 1994                      | [ 50 ] |
| F     | Manège militaire                                                    | Manège militaire                                                    | 4171, rue de l'Esplanade                                                               | 45.51644 -73.58292   | 11090 |         | ÉFP reconnu           | 25 août 1994                      |        |
| F     | Manège militaire                                                    | Manège militaire                                                    | 3721, rue Henri-Julien                                                                 | 45.51797 -73.57224   | 11273 |         | ÉFP reconnu           | 10 août 1992                      |        |
| F     | Manège militaire de Cathcart                                        | Manège militaire de Cathcart                                        | 691, rue Cathcart                                                                      | 45.50249 -73.56959   | 11406 |         | ÉFP reconnu           | 17 juillet 1984                   |        |
| F     | Manège militaire du Black Watch (Royal Highland Regiment) of Canada | Manège militaire du Black Watch (Royal Highland Regiment) of Canada | 2067, rue De Bleury                                                                    | 45.50788 -73.56989   | 14121 |         | LHN                   | 11 avril 2008                     | [ 51 ] |
| M     | Manoir Denis-Benjamin-Viger                                         | Manoir Denis-Benjamin-Viger                                         | 376, rue Cherrier                                                                      | 45.48853 -73.87594   | 5072  |         | MH cité               | 3 juillet 2001                    |        |
| P     | Manufacture Louis-Ovide-Grothé                                      | Manufacture Louis-Ovide-Grothé                                      | 2000-2012, boulevard Saint-Laurent                                                     | 45.51106 -73.56725   | 9033  |         | MH reconnu            | 16 septembre 1976                 |        |
| F     | Marché Bonsecours                                                   | Marché Bonsecours                                                   | 300, rue Saint-Paul Est                                                                | 45.50895 -73.55144   | 7560  |         | LHN                   | 23 novembre 1984                  |        |
| F     | Masonic Memorial Temple                                             | Masonic Memorial Temple                                             | 1805, rue Sherbrooke Ouest                                                             | 45.4947 -73.58301    | 12542 |         | LHN                   | 15 juin 2001                      |        |
| P     | Monastère des Carmélites                                            | Monastère des Carmélites                                            | 351, avenue du Carmel                                                                  | 45.52839 -73.59483   | 12111 |         | MH classé             | 18 mai 2006                       | [ 52 ] |
| P     | Monastère du Bon-Pasteur                                            | Monastère du Bon-Pasteur                                            | 52-104, rue Sherbrooke Est                                                             | 45.51328 -73.56861   | 9102  |         | MH classé             | 11 juillet 1979                   | [ 53 ] |
| F     | Monklands / couvent Villa Maria                                     | Monklands / couvent Villa Maria                                     | 4245, boulevard Décarie                                                                | 45.48181 -73.61711   | 14406 |         | LHN                   | 30 mai 1951                       | [ 54 ] |
| P     | Le Monument-National                                                | Le Monument-National                                                | 1166-1182, boulevard Saint-Laurent                                                     | 45.50892 -73.56244   | 7154  |         | MH classé             | 3 novembre 1976                   | ,      |
| F     | Monument-National                                                   | Monument national                                                   | 1182, boulevard Saint-Laurent                                                          | 45.5091 -73.5625     | 14663 |         | LHN                   | 15 novembre 1985                  | [ 56 ] |
| P     | Moulin à vent de Pointe-aux-Trembles                                | Moulin à vent de Pointe-aux-Trembles                                | 11630, rue Notre-Dame Est                                                              | 45.63472 -73.49253   | 5278  |         | BA classé             | 11 février 1983                   |        |
| P     | Moulin à vent Fleming                                               | Moulin à vent Fleming                                               | 9675, boulevard LaSalle                                                                | 45.42606 -73.66008   | 6954  |         | BA classé             | 13 janvier 1983                   |        |
| F     | NCSM Donnacona                                                      | NCSM Donnacona                                                      | 2055, rue Drummond                                                                     | 45.5001 -73.5764     | 11058 | 1914    | ÉFP reconnu           | 1995                              |        |
| F     | Office national du film                                             | Office national du film                                             | 3155, chemin de la Côte-de-Liesse                                                      | 45.48998 -73.55158   | 9555  |         | ÉFP classé            | 29 octobre 1998                   |        |
| F     | Oratoire Saint-Joseph du Mont-Royal                                 | Oratoire Saint-Joseph du Mont-Royal                                 | 3800, chemin Queen Mary                                                                | 45.49167 -73.61667   | 11855 |         | LHN                   | 5 mars 2004                       |        |
| F     | Pavillon Hersey                                                     | Pavillon Hersey                                                     | 687, avenue des Pins Ouest                                                             | 45.50859 -73.58056   | 10618 |         | LHN                   | 23 novembre 1997                  |        |
| F     | Pavillon Mailloux                                                   | Pavillon Mailloux                                                   | 1560, rue Sherbrooke Est                                                               | 45.52543 -73.56424   | 12965 |         | LHN                   | 23 novembre 1997                  |        |
| F     | Phare (arrière)                                                     | Phare (arrière)                                                     | Parc Saint-Louis                                                                       | 45.433131 -73.691984 | 10877 |         | ÉFP reconnu           | 30 mai 1991                       |        |
| F     | Phare (avant)                                                       | Phare (avant)                                                       | Parc Saint-Louis                                                                       | 45.432260 -73.694920 | 10878 |         | ÉFP reconnu           | 30 mai 1991                       |        |
| P     | Presbytère de la Mission-Catholique-Chinoise-du-Saint-Esprit        | Presbytère de la Mission-Catholique-Chinoise-du-Saint-Esprit        | 205 à 211, rue De La Gauchetière Ouest                                                 | 45.50528 -73.56192   | 10163 |         | MH classé             | 21 mars 1977                      |        |
| M     | Presbytère de Saint-Raphaël-Archange                                | Presbytère de Saint-Raphaël-Archange                                | 495, rue Cherrier                                                                      | 45.48694 -73.87892   | 5073  |         | MH cité               | 3 juillet 2001                    |        |
| P     | Prison des Patriotes-au-Pied-du-Courant                             | Prison des Patriotes-au-Pied-du-Courant                             | 905, avenue De Lorimier                                                                | 45.52389 -73.54639   | 7177  |         | MH classé             | 9 mars 1978                       |        |
| M     | Regent Theatre                                                      | Regent Theatre                                                      | 5117, avenue du Parc                                                                   | 45.52 -73.59625      | 6436  |         | MH cité               | 25 avril 1988                     |        |
| P     | Restaurant de L'Île-de-France                                       | Restaurant de L'Île-de-France                                       | 677-685, rue Sainte-Catherine Ouest                                                    | 45.50306 -73.57042   | 6985  |         | MH classé             | 24 août 2000                      |        |
| P     | Sanctuaire du Saint-Sacrement                                       | Sanctuaire du Saint-Sacrement                                       | 500, avenue du Mont-Royal Est                                                          | 45.52506 -73.58136   | 9368  |         | MH classé             | 27 octobre 1979                   | [ 49 ] |
| F     | Séminaire de Saint-Sulpice et son jardin                            | Séminaire de Saint-Sulpice et son jardin                            | 16, rue Notre-Dame Ouest                                                               | 45.50389 -73.55694   | 17381 |         | LHN                   | 15 janvier 1981                   | [ 57 ] |
| F     | Sir-George-Étienne-Cartier                                          | Sir-George-Étienne-Cartier                                          | 456 - 462, rue Notre-Dame Est                                                          | 45.51114 -73.55162   | 7485  |         | LHN                   | 27 octobre 1964                   | [ 58 ] |
| P     | Site archéologique de l'Église-des-Saints-Anges-de-Lachine          | Site archéologique de l'Église-des-Saints-Anges-de-Lachine          | Boulevard LaSalle                                                                      | 45.42425 -73.65681   | 11248 |         | SA classé             | 11 mai 1977                       |        |
| M     | Site du patrimoine de l'Église-de-Saint-Esprit-de-Rosemont          | Site du patrimoine de l'Église-de-Saint-Esprit-de-Rosemont          | Rue Masson                                                                             | 45.54792 -73.57511   | 6539  |         | SP constitué          | 29 janvier 1991                   |        |
| M     | Site du patrimoine de l'Église-de-Saint-Jean-Baptiste               | Site du patrimoine de l'Église-de-Saint-Jean-Baptiste               | Rue Rachel Est                                                                         | 45.52117 -73.57886   | 6937  |         | SP constitué          | 19 septembre 1990                 |        |
| M     | Site du patrimoine du Mont-Royal                                    | Site du patrimoine du Mont-Royal                                    |                                                                                        | 45.50333 -73.60306   | 8517  |         | SP constitué          | 15 décembre 1987                  | [ 32 ] |
| P     | Site historique de la Maison-John-Wilson-McConnell                  | Site historique de la Maison-John-Wilson-McConnell                  | 1518, avenue Cedar 1475, avenue des Pins Ouest                                         | 45.49897 -73.58714   | 5045  |         | SH classé             | 21 novembre 2002                  | [ 32 ] |
| P     | Site historique de Saint-Pierre-Apôtre                              | Site historique de Saint-Pierre-Apôtre                              | boulevard René-Lévesque Est rue de la Visitation rue Panet rue Sainte-Rose             | 45.51886 -73.55342   | 12376 |         | SH classé             | 5 octobre 1977                    |        |
| P     | Site historique du Vieux-Séminaire-de-Saint-Sulpice                 | Site historique du Vieux-Séminaire-de-Saint-Sulpice                 | 116-130, rue Notre-Dame Ouest                                                          | 45.50392 -73.55636   | 5649  |         | SH classé             | 4 juin 1985                       | ,      |
| P     | Site historique et archéologique Le Ber-Le Moyne                    | Site historique et archéologique Le Ber-Le Moyne                    | 100-120, chemin de LaSalle                                                             | 45.42978 -73.66625   | 13266 |         | SH classé SA classé   | 26 avril 2001                     | [ 60 ] |
| M     | Station-service de l'Île-des-Sœurs                                  | Station-service                                                     | 201, rue Berlioz                                                                       | 45.46 -73.54444      | 16298 |         | MH cité               | 15 juin 2009                      |        |
| F     | Succursale postale H                                                | Succursale postale H                                                | 1420, rue Sainte-Catherine Ouest                                                       | 45.49631 -73.57622   | 10863 |         | ÉFP reconnu           | 11 octobre 1990                   |        |
| P     | Théâtre des Variétés                                                | Théâtre des Variétés                                                | 4530, avenue Papineau                                                                  | 45.53317 -73.57522   | 8888  |         | MH reconnu            | 22 février 2001                   |        |
| M     | Théâtre Outremont                                                   | Théâtre Outremont                                                   | 1240-1248, avenue Bernard                                                              | 45.51997 -73.60847   | 6439  |         | MH cité               | 29 juin 1987                      | [ 61 ] |
| F     | Théâtre Outremont                                                   | Théâtre Outremont                                                   | 1240, rue Bernard                                                                      | 45.51994 -73.60908   | 7469  |         | LHN                   | 20 novembre 1993                  | [ 62 ] |
| P     | Théâtre Outremont                                                   | Théâtre Outremont                                                   | 1240-1248, avenue Bernard                                                              | 45.51997 -73.60847   | 8106  |         | MH classé             | 28 juin 1994                      | [ 63 ] |
| F     | Théâtre Rialto                                                      | Théâtre Rialto                                                      | 5723, avenue du Parc                                                                   | 45.52344 -73.60494   | 1198  | 1924    | LHN                   | 1993                              | [ 64 ] |
| M     | Théâtre Séville                                                     | Théâtre Séville                                                     | 2153-2159, rue Sainte-Catherine Ouest                                                  | 45.49083 -73.58269   | 4537  |         | MH cité               | 26 novembre 1990                  |        |
| F     | Tour de l'horloge                                                   | Tour de l'horloge                                                   | Vieux-Port de Montréal                                                                 | 45.51222 -73.54583   | 11098 |         | ÉFP classé            | 5 septembre 1996                  |        |
| P     | Tours du Fort-des-Messieurs-de-Saint-Sulpice                        | Tours du Fort-des-Messieurs-de-Saint-Sulpice                        | 2065, rue Sherbrooke Ouest                                                             | 45.49356 -73.58492   | 9355  |         | MH classé             | 20 novembre 1974                  | ,      |
| F     | Tours des Sulpiciens / fort de la Montagne                          | Tours des Sulpiciens / fort de la Montagne                          | 2065, rue Sherbrooke Ouest                                                             | 45.4938 -73.5846     | 14541 |         | LHN                   | 8 juin 1970                       | [ 67 ] |
| P     | Transept Sud de l'Église-de-Saint-Jacques                           | Transept Sud de l'Église-de-Saint-Jacques                           | 455, rue Sainte-Catherine Est                                                          | 45.51439 -73.56056   | 12020 |         | MH classé             | 11 septembre 1973                 | [ 10 ] |
| P     | Vieux palais de justice de Montréal                                 | Vieux palais de justice de Montréal                                 | 85-155, rue Notre-Dame Est                                                             | 45.50747 -73.55503   | 10182 |         | MH reconnu            | 18 novembre 1976                  | [ 3 ]  |
| P     | Vieux séminaire de Saint-Sulpice                                    | Vieux séminaire de Saint-Sulpice                                    | 116-130, rue Notre-Dame Ouest                                                          | 45.50411 -73.55683   | 5921  |         | MH classé             | 4 juin 1985                       | [ 68 ] |
| M     | Vieux Village de Rivière-des-Prairies                               | Vieux Village de Rivière-des-Prairies                               |                                                                                        | 45.66214 -73.56114   | 13854 |         | SP constitué          | 6 avril 1992                      |        |